# Rinopitec de cua de porc
El rinopitec de cua de porc (Simias concolor) és una espècie de primat catarrí de la família dels cercopitècids, l'única del gènere Simias. És un mico gran i robust amb braços llargs que l'ajuden a grimpar. Té el pelatge de color negre i cafè. La cara manca de pèl i és negra. És l'únic mico de la subfamília dels colobins amb la cua relativament curta. La cua és lleugerament peluda i només mesura 15 cm de llargada. El nas curt apunta cap amunt. El rinopitec de cua de porc assoleix una llargada total de 50 cm i un pes de 7 kg.